# Tietano
Il tietano o solfuro di trimetilene è un composto eterociclico organosolforico contenente un anello saturo a quattro elementi con 3 atomi di carbonio e 1 atomo di zolfo, con formula chimica C3H6S.
Il tietano è un liquido incolore e dall'odore sgradevole che a pressione normale bolle a 94,8 °C e fonde a  -73 °C. Nella fase solida si formano due forme cristalline polimorfiche, dove a -96 °C la forma cristallina II si trasforma nella forma cristallina I. La molecola non è perfettamente quadrata, ma ha una struttura distorta, essendo l'angolo di legame dello zolfo 78°, mentre il carbonio opposto ha un angolo di legame di 97°. La lunghezza del legame C-S è 185,1 pm, la lunghezza del legame C–C è 154,9 pm.
Il tietano e il suo derivato 2-propiltietano sono feromoni di allarme per i topi dall'odore forte e analoghi dell'odore dei predatori.  Si è scoperto che sia i recettori olfattivi del topo che quelli umani MOR244-3 e OR2T11 rispondono al tietano in presenza di rame.

## Produzione
Il tietano può essere ottenuto, con bassa resa, dalla reazione del carbonato di trimetilene e del tiocianato di potassio:

{\displaystyle \mathrm {+KSCN{\xrightarrow {}}KOCN+CO_{2}\uparrow +} } 
È anche possibile ottenere il tietano con la reazione tra 1,3-dibromopropano e solfuro di sodio:
{\displaystyle \mathrm {BrCH_{2}CH_{2}CH_{2}Br+Na_{2}S{\xrightarrow {}}2NaBr+} } 
Infine, il tietano può anche essere prodotto mediante ciclizzazione fotochimica tra etilene e metanditiolo con la reazione di Paternò-Büchi, 
{\displaystyle \mathrm {CH_{2}=CH_{2}+HCHS{\xrightarrow {UV}}} } 

## Reazioni
L'anello del tietano, come quello dell'ossetano, viene aperto più facilmente dai reagenti elettrofili che dai nucleofili. Ad esempio, con il cloro (Cl), in soluzione di cloroformio, si produce solfuro 3,S-dicloropropile stabile

{\displaystyle \mathrm {+Cl_{2}{\xrightarrow {}}ClCH_{2}CH_{2}CH_{2}SCl} }
analogamente può reagire con il bromo.
I nucleofili come il butillitio possono aprire l'anello nel tietano formando un tioetere asimmetrico .

{\displaystyle \mathrm {+CH_{3}CH_{2}CH_{2}CH_{2}Li{\xrightarrow {}}CH_{3}CH_{2}CH_{2}CH_{2}SCH_{2}CH_{2}CH_{2}Li{\xrightarrow {+H_{2}O}}CH_{3}CH_{2}CH_{2}CH_{2}SCH_{2}CH_{2}CH_{3}+LiOH} }
Il tietano può essere ossidato dal perossido di idrogeno, formando 1,1-diossitietano .

{\displaystyle \mathrm {+2H_{2}O_{2}{\xrightarrow {}}2H_{2}O+} }